# 1944 en santé et médecine
| Années de la santé et de la médecine : 1941 - 1942 - 1943 - 1944 - 1945 - 1946 - 1947    |
| Décennies de la santé et de la médecine : 1910 - 1920 - 1930 - 1940 - 1950 - 1960 - 1970 |

Cet article présente les faits marquants de l'année 1944 en santé et médecine.

## Naissances
- 30 juin : Raymond Moody, philosophie et médecin américain.
- 8 octobre : Harold H. Bloomfield (en), psychiatre et auteur américain.

Date à préciser
- Eva Buiatti (it) (morte en 2009), médecin de santé publique italienne.

## Décès
- 8 février : Bernard Sachs (né en 1858), neurologue américain.
- 26 février : Paul Cabanis (né en 1892), médecin et homme politique français.
- 26 mars : Maurice Dide (né en 1873), médecin neurologue, aliéniste et résistant français, mort au camp de Buchenwald.
- 6 août : Joseph Colmant (né en 1903), médecin et résistant belge.
- 16 décembre : Jules Emily (né en 1866), explorateur et médecin français.